# Die Ballade vom Wasserrad
Die Ballade vom Wasserrad ist eine bekannte Ballade des Dichters Bertolt Brecht. Ursprünglich veröffentlicht wurde sie in Brechts Stück Die Rundköpfe und die Spitzköpfe (Fassungen 1932/33 bzw. 1938). Das Gedicht enthält einen sozialkritischen Text. Es handelt von den hohen Herren der Welt, unter denen die kleinen Leute, die diese nähren, zu leiden haben. In dem Stück wird es von der Figur Nanna Callas, einer Prostituierten, gesungen. Das Wasserrad steht nach Albrecht Schöne für das Glücksrad der Fortuna. Neben einer ersten Fassung hat Brecht in Hundert Gedichten (1951) eine Fassung mit dem Titel Lied vom Wasserrad veröffentlicht. Die Musik stammt von Hanns Eisler.